# Mirian de Kakhètia
Mirian o Mihr I de Kakhètia fou un príncep de Kakhètia de la dinastia cosròida que va regnar entre 736 i 741 segons la cronologia rectificada de Cyrille Toumanoff.
Segons la Crònica georgiana, Mihr era el fill gran del príncep Esteve II de Kakhètia (685-736) i va regnar 5 anys.
Sempre segons aquesta mateixa Crònica, el príncep Esteve Étienne ii va compartir entre els seus fils el tresor reial format per or, diners i pedreria abans de refugiar-se amb el seu fils gran a Egrissi (Geòrgia occidental), després d'haver amagat els tresors de les esglésies, davant de l'atac dels àrabs. Va confiar l'altra meitat del tresor reial al seu segon fill, el futur Artxil I de Kakhètia el Màrtir, que va restar a Kakhètia.
El regnat de Mirian fou breu : greument ferit en el moment d'un combat contra les forces àrabs, va morir deixant el tron al seu germà.

## Descendència
Mihr, sense descendència viril, va confiar igualment a Artxil la cura de casar les seves set filles recordant-li que « mai no hem donat les nostres filles a eristhavis sinó a reis o a alguns parents vinguts de Pèrsia com Peroz a qui Mirian va donar la seva per esposa».
La Crònica no ha conservat els noms de les set princeses però precisa en detall els dels marits que els van ser atribuïts pel seu oncle Artxil I :
- esposa de Guaram IV d'Ibèria, curopalata, duc de Javakètia i Calarzene;
- esposa d'un Peteakhx (Arsxusxa Arschouscha vi ?), descendent de Peroz, duc de Trialètia, de Tatxir i del Abotz ;[5]
- esposa de Narses I Nersiani (Nerses d'Ibèria), descendent d'un dels grans de l'època del rei Vakhtang Ier ;
- esposa d'Adarnases Adarnasiani ;
- esposa de Varazman, duc del país que anava de Cotman a Kurdis-Khew, descendent de Barda, avi matern de Vakhtang I Cap de Llop d'Ibèria;[6]
- esposa de Juanxer Juanxeriani, duc de Juar, de Kherc, de la Mtiulètia i de Manglissi, descendent de Rev ii Rev ii de Ibérie ;
- Gorandukht, esposa de Lleó I d'Abkhàzia, duc imperial dels abkhazis de 736 a 766/780.